# めぐみ (漫画)
『めぐみ』は、本そういちによる日本の漫画。北朝鮮による日本人拉致問題を啓発するためのドキュメンタリーで、原作・監修を横田滋・横田早紀江夫妻が担当した。双葉社発行の青年漫画雑誌『漫画アクション』にて、2004年12月から2005年7月まで連載された。

## 書誌情報
- 本そういち 『めぐみ』 双葉社、前後編（全2巻）
  1. 前編 ISBN 4-575-29825-5
  2. 後編 ISBN 4-575-29826-3

## アニメ
2008年に日本国政府拉致問題対策本部企画・制作によりアニメ（Webアニメ）が制作された。同年3月28日から拉致問題対策本部のウェブサイトにて無料ブロードバンド配信されている。この問題をより広く知ってもらうため、コピー・転載が完全に自由である。配信言語は日本語、英語、中国語、韓国語の4種。

### キャスト
全て声の出演（声優）。役名は日本語版に準拠する。声優名は日本語版 / 英語版 / 中国語版 / 韓国語版の順。
- 横田めぐみ：高山みなみ / Soness Stevens / Li Liang / チン・ダルレ
- 横田滋：山寺宏一 / Walter Roberts / 斉中凌 / パク・キョンワン
- 横田早紀江：深見梨加 / Sally Koshinaka / Piao Zhenlin / イ・ミスン
- 横田拓也・横田哲也（小学生時代）：田野恵 / Stacy Powell / Li Xiangning / キム・イジョン
- 横田拓也・横田哲也（成人後）：島田敏 / David Shufele / Wang Wanzhou / チョン・ギウク
- 同僚：三木眞一郎 / David Shufle / Chang Yuxing / チャン・スンヒ
- 看護婦：赤池裕美子 / Stacy Powell / リ ギョウメイ / キム・イジョン
- 事務員：川中子雅人 / David Shufle / ジョ ギョウセイ / チャン・スンヒ
- 政府職員：田原アルノ / David Shufle / ジョ ギョウセイ / チャン・スンヒ
- つぼ：嶋方淳子 / Stacy Powell / リ ギョウメイ / キム・イジョン
- ナレーション：羽佐間道夫 / Walter Roberts / 斉中凌 / パク・キョンワン

他、日本語版には水落幸子、鹿野優以、本間ゆかりが役名なしで出演している。日本語版のキャストは何れも山寺が日本俳優連合へ呼びかけたことによるボランティア出演（ノーギャラ）である。

### スタッフ
- 監督・絵コンテ・演出・題字：大森英敏
- 脚本：三井秀樹
- キャラクターデザイン：及川博史
- 作画監督：岡崎幸男、清水泰祐
- 原画：大森英敏、トランスアーツ、TripleA
- クリンナップ：高橋成美
- 美術監督：佐藤ヒロム
- 色彩設計：赤間三佐子
- 撮影監督：橋高敬司、志村豪
- 背景：イタルスタジオ
- 編集：長坂智樹、JAY FILM
- デジタル編集：谷口寛、Creative Salon DTJ
- 録音監督：赤間明吉
- アフレコスタジオ：渋江博之、加藤剛、林佳緒理、AMG
- ダビングスタジオ：今井修治、スリーエススタジオ
- 音響効果：和田俊也、スワラプロ
- 音響制作協力：村上壮、トライアルプロダクション
- キャスティング：日本俳優連合、稲川素子事務所
- 資料提供：産経新聞社、朝日新聞社
- 広報：大石博之
- 制作協力：時事画報社、デジタルノイズ
- 協力：横田滋、横田早紀江、本そういち、双葉社
- プロデューサー：橋本一、常松孝志、コレサワシゲユキ
- アニメーションプロデューサー：今成英司
- アニメーション制作：トランス・アーツ
- 企画・制作：日本国政府拉致問題対策本部

### 主題歌
エンディングテーマ『SONG FOR MEGUMI』
唄：Noel Paul Stookey、作詞・作曲：Noel Paul Stookey・Yasu Nagai